# Supercopa Alemã de Voleibol Masculino de 2020
A Supercopa Alemã de Voleibol Masculino de 2020 foi a 5.ª edição deste torneio organizado pela Volleyball Bundesliga. Participaram do torneio o campeão da Copa da Alemanha de 2019–20 e o segundo colocado do Campeonato Alemão de 2019–20 antes da suspensão da temporada.
O Berlin Recycling Volleys se sagrou campeão dessa edição, sendo seu segundo título consecutivo. O ponteiro alemão Ben Bierwisch foi eleito o melhor jogador da partida.

## Regulamento
O torneio foi disputado em partida única.

## Local da partida
| Frankfurt am Main, Alemanha |
| Fraport Arena               |
| --------------------------- |
|                             |
| Capacidade: 5 002           |

## Equipes participantes
| Equipe                   | Cidade            | Qualificação                             | Última participação |
| ------------------------ | ----------------- | ---------------------------------------- | ------------------- |
| Berlin Recycling Volleys | Berlim            | Campeão da Copa da Alemanha de 2019–20   | 2019                |
| United Volleys Frankfurt | Frankfurt am Main | 2.º colocado da 1. Bundesliga de 2019–20 | Estreante           |

## Resultado
| Data   | Hora  |                          | Placar |                          | Set 1 | Set 2 | Set 3 | Set 4 | Set 5 | Total | Relatório |
| ------ | ----- | ------------------------ | ------ | ------------------------ | ----- | ----- | ----- | ----- | ----- | ----- | --------- |
| 11 out | 14:15 | Berlin Recycling Volleys | 3–0    | United Volleys Frankfurt | 29–27 | 25–22 | 25–22 |       |       | 79–71 | Relatório |

## Premiação
| Supercopa Alemã de 2020                       |
| Berlim                                        |
| --------------------------------------------- |
| Berlin Recycling Volleys Campeão (2.º título) |